# Gottfried Kretzschmar
Gottfried „Fritz“ Kretzschmar (* 3. August 1930 in Strehla; † 23. Dezember 2001 in Leipzig) war ein deutscher evangelisch-lutherischer Theologe, Hochschullehrer für Praktische Theologie in Leipzig.

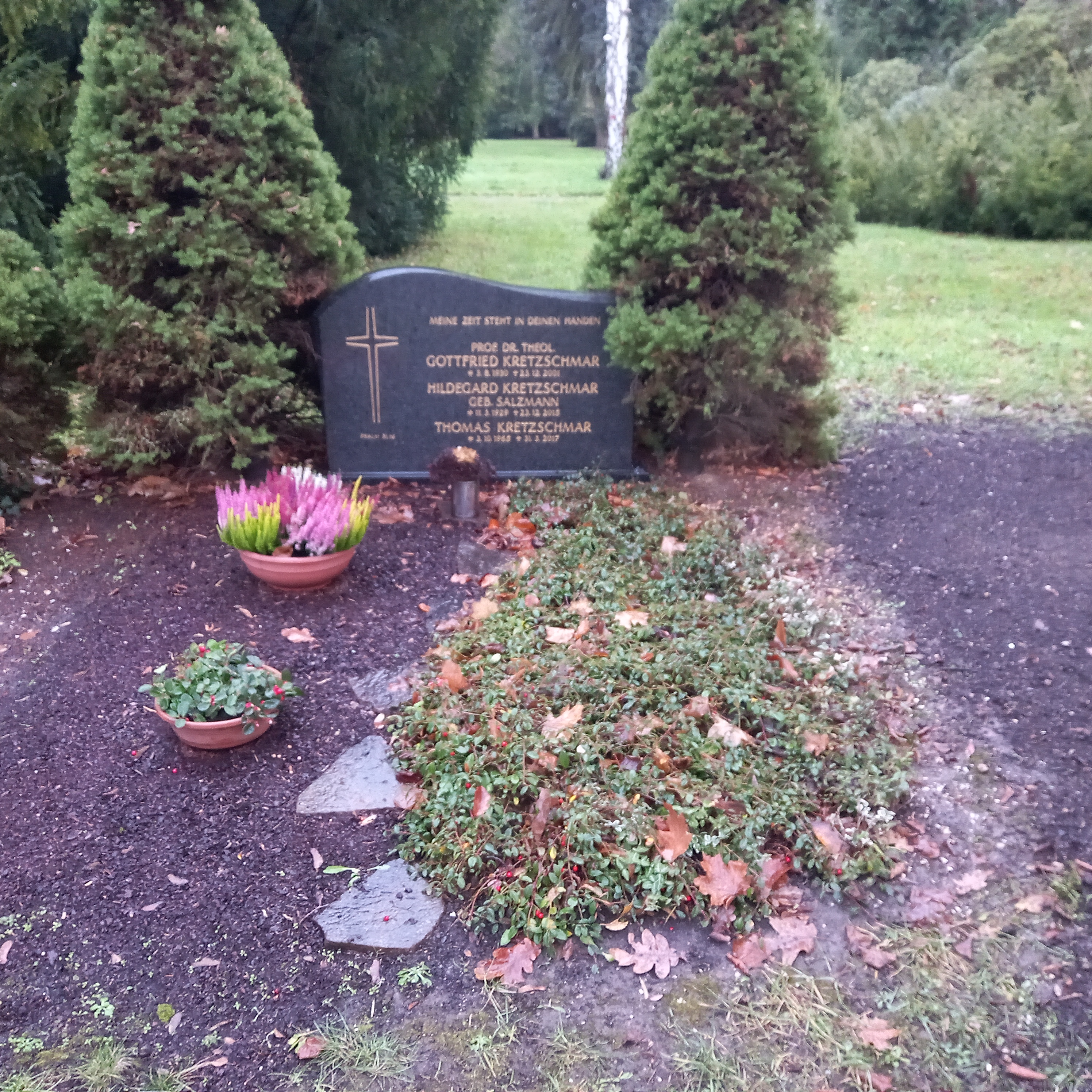
Das Grab von Gottfried Kretzschmar und seiner Ehefrau Hildegard gaborene Salzmann auf dem Südfriedhof (Leipzig)

## Leben
Kretzschmar erlangte nach dem Besuch der Volksschule und einer weiterführenden Bildungseinrichtung seine Hochschulreife. Von 1950 bis 1955 studierte er in Halle und Leipzig Evangelische Theologie. 1955 fand er eine Anstellung als Hilfskatechet im Evangelisch-lutherischen Kirchengemeindeverband Leipzig. Gleichzeitig legt er seine Promotion zum Doktor der Theologie ab mit der Vorlage seiner Dissertation über Die katholische Katechetik als Widerspiegelung der innerkirchlichen Erneuerungsbewegungen der letzten 50 Jahre in Deutschland. Daneben arbeitete er als Redakteur bzw. Verlagslektor des Union-Verlags Berlin. Von 1956 bis 1957 bereitete er sich als Aspirant auf die Übernahme einer Dozentenstelle vor. Von 1958 bis 1964 war er wissenschaftlicher Assistent an der Karl-Marx-Universität Leipzig. Zugleich absolvierte er in dieser Zeit von 1959 bis 1961 sein Vikariat, und 1961 wurde er zum Pfarrer ordiniert. 1964 habilitierte er sich mit einer Arbeit unter dem Titel Volkskirche im Umbruch. Kirchliche Lebensäußerungen in drei Gemeinden der Evangelisch-Lutherischen Landeskirche Sachsens. Eine praktisch-theologische Arbeit auf kirchgemeindesoziologischer Grundlage.  Weiterhin ist er Mitautor zahlreicher Bücher, wie des Handbuchs der Seelsorge und des Handbuchs der praktischen Theologie.
Von 1965 bis 1969 war er Wissenschaftlicher Mitarbeiter an der Universität. Von 1968 bis 1973 übte er als Dozent einen Lehrauftrag für Praktische Theologie an der Theologischen Fakultät bzw. am Bereich Theologie der Karl-Marx-Universität Leipzig aus. Von 1973 bis 1978 lehrte er als außerordentlicher Professor für Praktische Theologie am Bereich Theologie der Karl-Marx-Universität Leipzig, und von 1978 bis 1990 wurde daraus eine ordentliche Professur. Von 1990 bis 1995 lehrte er an gleicher Stelle, jetzt wieder unter dem Dach der wieder gegründeten Theologischen Fakultät.
Gesellschaftlich tätig war Kretzschmar als Mitglied der DDR-CDU und war Vorsitzender der Arbeitsgruppe christliche Kreise der Nationalen Front der DDR in Leipzig. Kretzschmar arbeitete mit in der Christlichen Friedenskonferenz (CFK) und war Teilnehmer der I. und II. Allchristlichen Friedensversammlung (ACFV) in Prag 1961 und 1964.
Kretzschmar war verheiratet und hatte vier Kinder.

## Schriften
- Volkskirche im Umbruch. Kirchliche Lebensäußerungen in drei Gemeinden der Evangelisch-Lutherischen Landeskirche Sachsens. Leipzig, 1964
- Die katholische Katechetik als Widerspiegelung der innerkirchlichen Erneuerungsbewegungen der letzten 50 Jahre in Deutschland. o. O., [1959]
- Roland Biewald, Helmut Hanisch, Christoph Kähler, Ulrich Kühn, Gottfried Kretzschmar: Kirche als Kulturfaktor. Festgabe der Theologischen Fakultät der Universität Leipzig für Landesbischof Dr. Dr. h. c. Johannes Hempel D. D. zum 65. Geburtstag. Herausgegeben von Ulrich Kühn. Lutherisches Verlagshaus, ISBN 3-7859-0691-9.
- Der Evangelisch-Soziale Kongress. Der deutsche Protestantismus und die soziale Frage. Stuttgart 1972